# 香港中外聯盟
香港中外聯盟（英語：Hong Kong Alliance of Chinese and Expatriates）是於1994年在香港成立的建制派政黨，主張維護持有外國護照的香港居民。該黨主席林國雄認為，香港正在回歸中國，故不應該敵視北京，又指六四天安門事件在東歐劇變之前發生是一件好事，因為香港需要一個穩定的中國。
林國雄曾於1995年香港立法局選舉中參與港島西的競逐，但惜敗給民主黨黃震遐。
中外聯盟於2007年廢止。